# 1258 Sicilia
1258 Sicilia è un asteroide della fascia principale del diametro medio di circa 44,47 km. Scoperto nel 1932, presenta un'orbita caratterizzata da un semiasse maggiore pari a 3,1869514 UA e da un'eccentricità di 0,0357726, inclinata di 7,70020° rispetto all'eclittica.
Il suo nome fa riferimento alla Sicilia, una regione italiana.